# Zosia Mamet
Zosia Russell Mamet (ˈzɑːʃəˈmæmɨt; Randolph, 2 febbraio 1988) è un'attrice statunitense, principalmente conosciuta per i suoi ruoli televisivi in serie quali Mad Men, United States of Tara e Parenthood, oltre che per il ruolo ricorrente di Shoshanna Shapiro nella serie originale di HBO Girls.

## Biografia
Nata nel Vermont, Zosia è figlia dello sceneggiatore, saggista e regista statunitense David Mamet e dell'attrice Lindsay Crouse. Suo nonno materno era il drammaturgo Russel Crouse, mentre uno dei suoi bisnonni materni era il letterato John Erskine. Ha una sorella fotografa di nome Willa e due fratellastri, Clara e Noah. Si identifica come ebrea, come suo padre (sua madre è buddhista). Fino all'età di cinque anni ha vissuto nel New England, successivamente si è trasferita con la madre e la sorella Willa a Los Angeles. Dopo la fine della scuola superiore, Zosia decise di perseguire la carriera nella recitazione piuttosto che continuare gli studi.
A maggio del 2013, Zosia e la sorellastra Clara iscrissero un loro progetto personale al sito di crowdfunding Kickstarter, richiedendo 32.000$ per la produzione del video di una loro canzone, Bleak Love. Le sorelle Mamet sono state ampiamente criticate per questo gesto, poiché il sito di raccolta fondi è rivolto a persone che non hanno le possibilità economiche di finanziare i propri progetti. Gli articoli scritti al riguardo hanno sottolineato le spese eccessive per il progetto, i premi poco significativi che i finanziatori avrebbero ricevuto per il denaro donato (una chiamata di 45 minuti su Skype per una donazione di 2.000$, un download gratuito dell'album completo per 25$) e il fatto stesso che le due sorelle avessero richiesto tale denaro per passare del tempo insieme. Dopo due dei giorni selezionati per la raccolta, il progetto raggiunse solamente il 6% della somma totale. Dopo gli 11 giorni predestinati, furono raccolti solamente 3.000$.

## Vita privata
Nel 2013 ha iniziato a frequentare l'attore Evan Jonigkeit, con il quale è convolata a nozze nell'ottobre del 2016. In un monologo alla Makers Conference del 2017, Zosia ha condiviso la sua lotta nel convivere con una disfunzione del pavimento pelvico non diagnosticata per sei anni.

## Filmografia parziale

### Attrice

#### Cinema
- Colin Fitz Lives!, regia di Robert Bella (1997)
- Spartan, regia di David Mamet (2004)
- Half Truth, regia di Wade Gasque - cortometraggio (2009)
- Off the Ledge, regia di Brooke Anderson (2009)
- I ragazzi stanno bene (The Kids Are All Right), regia di Lisa Cholodenko (2010)
- Lo stravagante mondo di Greenberg (Greenberg), regia di Noah Baumbach (2010)
- Cherry, regia di Jeffrey Fine (2010)
- Snuggle Bunny: Man's Most Lovable Predator, regia di Joe Leonard - cortometraggio (2011)
- Sunset Stories, regia di Ernesto Foronda e Silas Howard (2012)
- Rhymes with Banana, regia di Peter Hutchings e Joseph Muszynski (2012)
- The Last Keepers - Le ultime streghe (The Last Keepers), regia di Maggie Greenwald (2013)
- Bleeding Heart, regia di Diane Bell (2015)
- Wiener-Dog, regia di Todd Solondz (2016)
- Under the Silver Lake, regia di David Robert Mitchell (2018)
- Madame Web, regia di S. J. Clarkson (2024)

#### Televisione
- Parallel Lives, regia di Linda Yellen - film TV (1994)
- The Unit - serie TV, 5 episodi (2006-2007)
- Ab Fab, regia di James Burrows - film TV (2009)
- War Wolves, regia di Michael Worth - film TV (2009)
- United States of Tara - serie TV, 7 episodi (2010)
- Miss USA's Sexy Halloween, regia di Felipe Torres Urso - cortometraggio TV (2010)
- Parenthood - serie TV, 5 episodi (2010-2011)
- Mad Men - serie TV, 5 episodi (2010-2012)
- Girls - serie TV, 62 episodi (2012-2017)
- Unbreakable Kimmy Schmidt - serie TV, episodi 2x06-4x05 (2016-2018)
- Tales of the City – miniserie TV, 6 puntate (2019)
- L'assistente di volo - The Flight Attendant (The Flight Attendant) – serie TV, 16 episodi (2020-2022)
- The Decameron - serie TV, 8 episodi (2024)

### Doppiatrice
- High School USA! - serie animata, 16 episodi (2013) - Amber

## Doppiatrici italiane
Nelle versioni in italiano dei suoi lavori, Zosia Mamet è stata doppiata da:
- Erica Necci in Girls, Stumptown, L'assistente di volo - The Flight Attendant, Madame Web
- Valentina De Marchi in Under the Silver Lake, The Decameron
- Veronica Puccio in Mad Men
- Gemma Donati ne I ragazzi stanno bene
- Lucrezia Marricchi in Tales of the City